# Nueva Loja
Nueva Loja är en provinshuvudstad i Ecuador.   Den ligger i provinsen Sucumbíos, i den nordöstra delen av landet, 180 km öster om huvudstaden Quito. Nueva Loja ligger 414 meter över havet och antalet invånare är 24 211.
Terrängen runt Nueva Loja är huvudsakligen platt. Nueva Loja ligger uppe på en höjd. Nueva Loja är den högsta punkten i trakten. Runt Nueva Loja är det ganska tätbefolkat, med 129 invånare per kvadratkilometer. Det finns inga andra samhällen i närheten. Runt Nueva Loja är det i huvudsak tätbebyggt.